# Menzel (Rüthen)
Menzel ist ein landwirtschaftlich geprägter Stadtteil der Stadt Rüthen im Kreis Soest in Nordrhein-Westfalen. Am 31. Dezember 2021 hatte die Ortschaft 361 Einwohner.

## Lage
Im Süden von Menzel liegen Rüthen und Altenrüthen, im Westen befindet sich Effeln, im Norden befindet sich Berge und im Osten befindet sich Kellinghausen. Die Ortschaft Menzel hat eine Fläche von 8,15 km².

## Geschichte
Menzel gehörte im Mittelalter zum Gogericht Rüthen. 1802 kam der Ort an das Herzogtum Hessen-Darmstadt, 1815 an das Königreich Preußen, 1816 an den Kreis Lippstadt und 1826 an die Bürgermeisterei Rüthen. 1837 wurde die Gemeinde Menzel an das Amt Altenrüthen angegliedert. Am 1. Januar 1975 erfolgten die Auflösung der Gemeinde Menzel und der Anschluss an die Stadt Rüthen.

### Einwohnerentwicklung
- 1815: 357 Einwohner
- 1861: 466 Einwohner
- 1939: 371 Einwohner
- 1950: 527 Einwohner
- 1961: 404 Einwohner
- 1970: 388 Einwohner
- 1974: 408 Einwohner
- 1975: 399 Einwohner
- 2007: 426 Einwohner
- 2010: 402 Einwohner
- 2011: 380 Einwohner
- 2014: 383 Einwohner
- 2021: 361 Einwohner[1]

## Infrastruktur

### Verkehr
Durch Menzel verkehren die drei Buslinien R62 Rüthen – Lippstadt, 672 Rüthen – Oestereiden und 558 Effeln/Oestereiden – Anröchte. Bei der R62 handelt es sich um einen RegioBus im Stundentakt, die Linien 558 und 672 verkehren nur morgens und mittags an Schultagen.

## Bauwerke

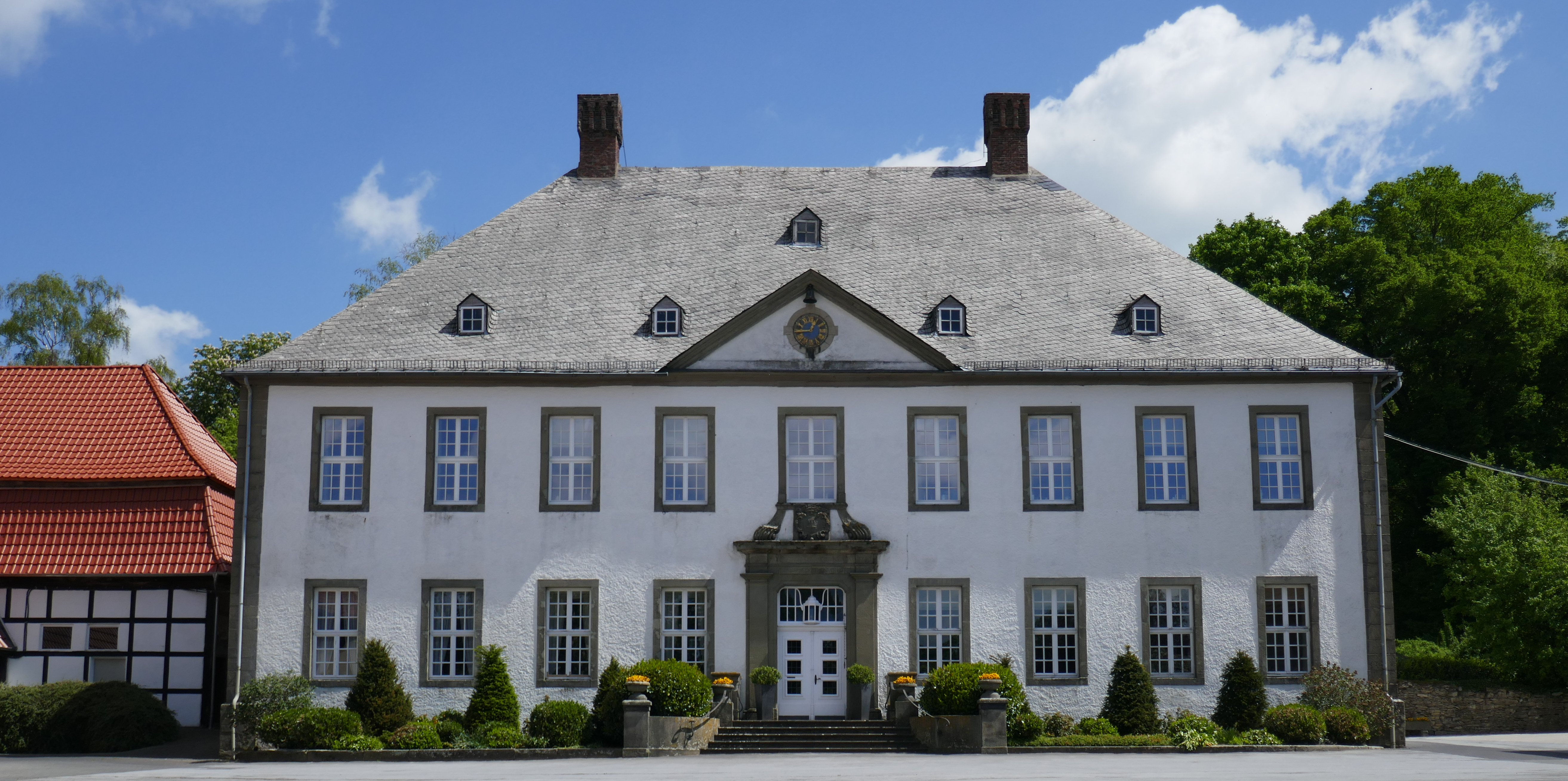
Haus Menzel

1750 baut Moritz Anton  von der Lippe zu Vinsebeck das heutige „Haus Menzel“ – dessen Vorgängerbau als „Großer Hof mit dem Steinhaus“ in alten Quellen Erwähnung findet – im barocken Stil als Wasserburg mit Gräften, die heute nicht mehr vorhanden sind: Es handelt sich um einen schlichten klaren Einflügelbau mit gut proportioniertem Walmdach, zwei (erneuerten) Kaminen an den First-Enden und fünf kleinen Gauben. Die schlanke Eckquaderung unterstreicht die Struktur.

## Persönlichkeiten
Von 2009 bis 2014 war Silke Legler (SPD) Ortsvorsteherin in Menzel. Im Rahmen der Kommunalwahl 2014 wurde Stephan Rüther (CDU) zum Ortsvorsteher gewählt.

### Söhne und Töchter der Stadt
- Grete Peters, geriet 1593/94 in einen Hexenprozess.

Am 31. März 2011 beschloss die Stadtvertretung Rüthen eine sozialethische Rehabilitation der im Bereich der heutigen Stadt Rüthen während des 16. und 17. Jahrhunderts im Rahmen der Hexenverfolgungen unschuldig verurteilten und hingerichteten Personen.